# Chiesa di Santa Maria Assunta (Firenze)
La chiesa di Santa Maria Assunta è un luogo di culto cattolico che si trova a Settignano, frazione di Firenze. La sua fondazione risale all'XII secolo, venne poi completamente rifatta nel 1518. Nel 1595 vennero aggiunte due navate a quella esistente ed in seguito subì altri radicali interventi, specialmente alla fine del XVIII secolo.

## Storia e descrizione
Sulla facciata esterna c'è una terracotta imbiancata di un artista della prima metà del Cinquecento, Vergine col piccolo Gesù e San Giovannino. Di fianco sono incastrati nel muro quattro mascheroni del XIV secolo.
Il suo interno è a tre navate, le laterali molto più strette della centrale. Il pulpito che sporge nella navata è attribuito a Gherardo Silvani su disegno di Bernardo Buontalenti (1602).
Nella navata destra, al primo altare è una tela con il Martirio di San Giovanni evangelista di Jacopo Confortini. A lato è il fonte battesimale (1745).
A destra del presbiterio è un ciborio del XV secolo.
Il Crocifisso dietro l'altare maggiore è in cartapesta dipinta, policroma di Pietro Tacca, restaurato tra 1997 e 2000.  Al di sotto di esso sono due Angeli in terracotta invetriata, della bottega di Andrea della Robbia. Gli affreschi nella cupoletta dell'abside sono di Pier Dandini.
A sinistra del presbiterio è una Madonna col Bambino, altra opera della bottega di Andrea della Robbia.
Nella cappella del Santissimo Sacramento all'altare del Buontalenti si trova l'Ultima Cena di Andrea Commodi (1615)
Al terzo altare sinistro si trova una Madonna del Rosario di Francesco Mati, degli ultimi anni del secolo XVI secolo, in cui uno schema ancora cinquecentesco è ravvivato da un tonalismo cromatico derivato dal Ligozzi. Il dipinto, commissionato da Zanobi d'Andrea, ricco mercante di stoffe, è stato restaurato nel 2014. Al primo altare è invece una Risurrezione di Gesù di Maso da San Friano (fine del XVI secolo).
Segue l'altare di Santa Lucia che reca al centro la statua della Santa mentre a lato sono affreschi di Santi di Tito (1593).  
Annesso alla chiesa c'è l'Oratorio della Santissima Trinità, sulla cui porta c'è l'Adorazione del Bambino, di artista del XV secolo, allievo di Desiderio.

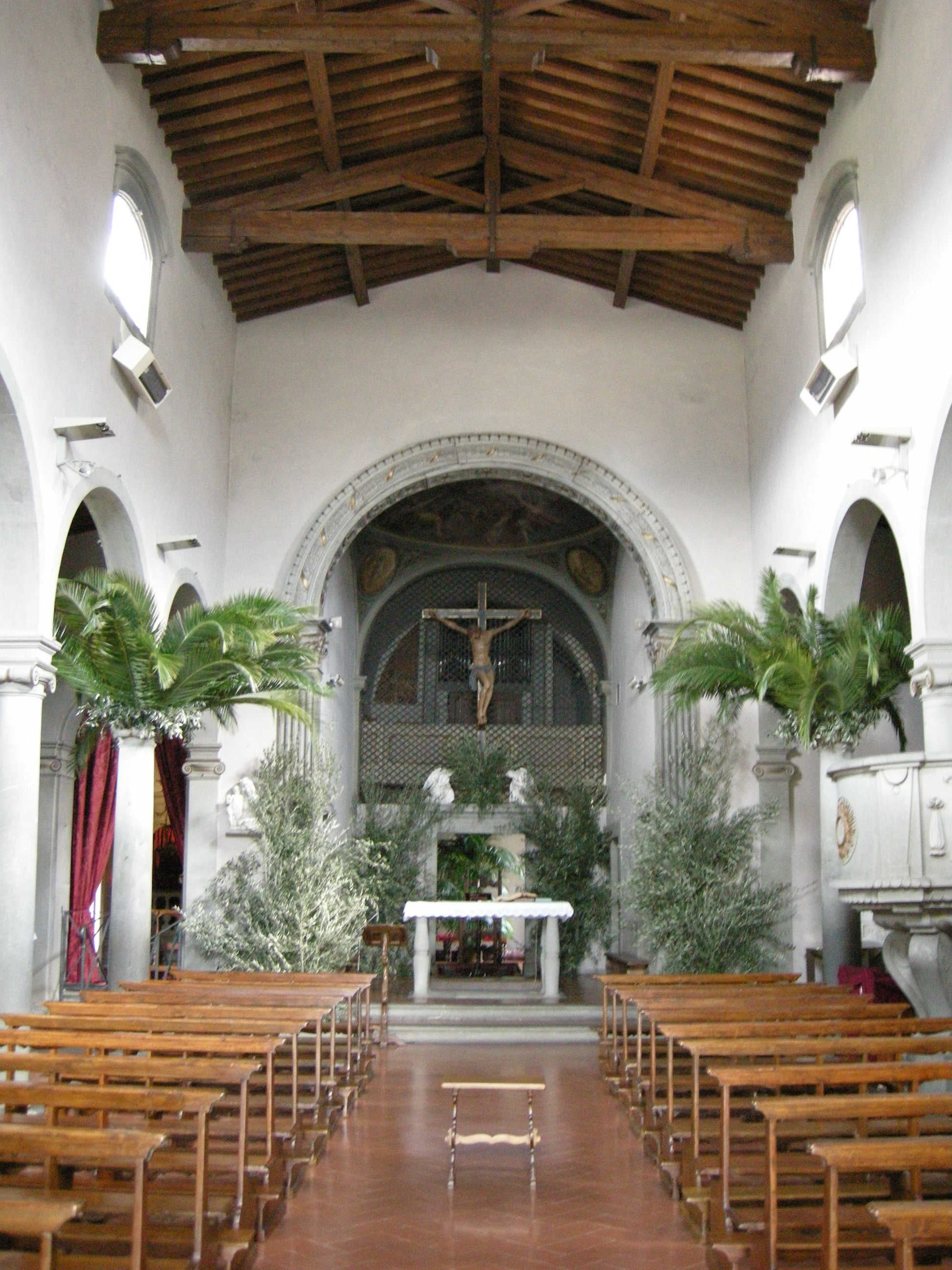
Interno
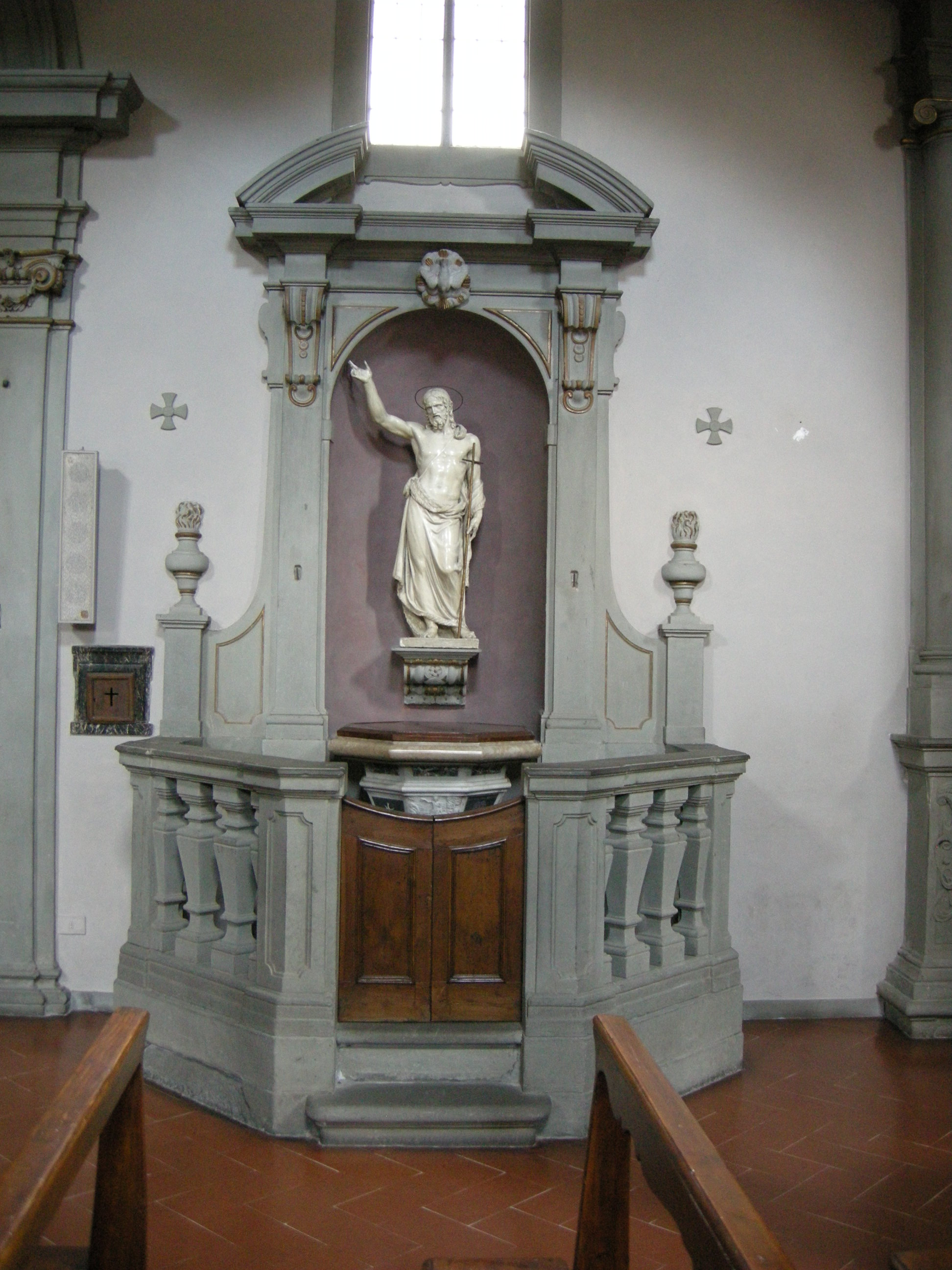
Il fonte battesimale
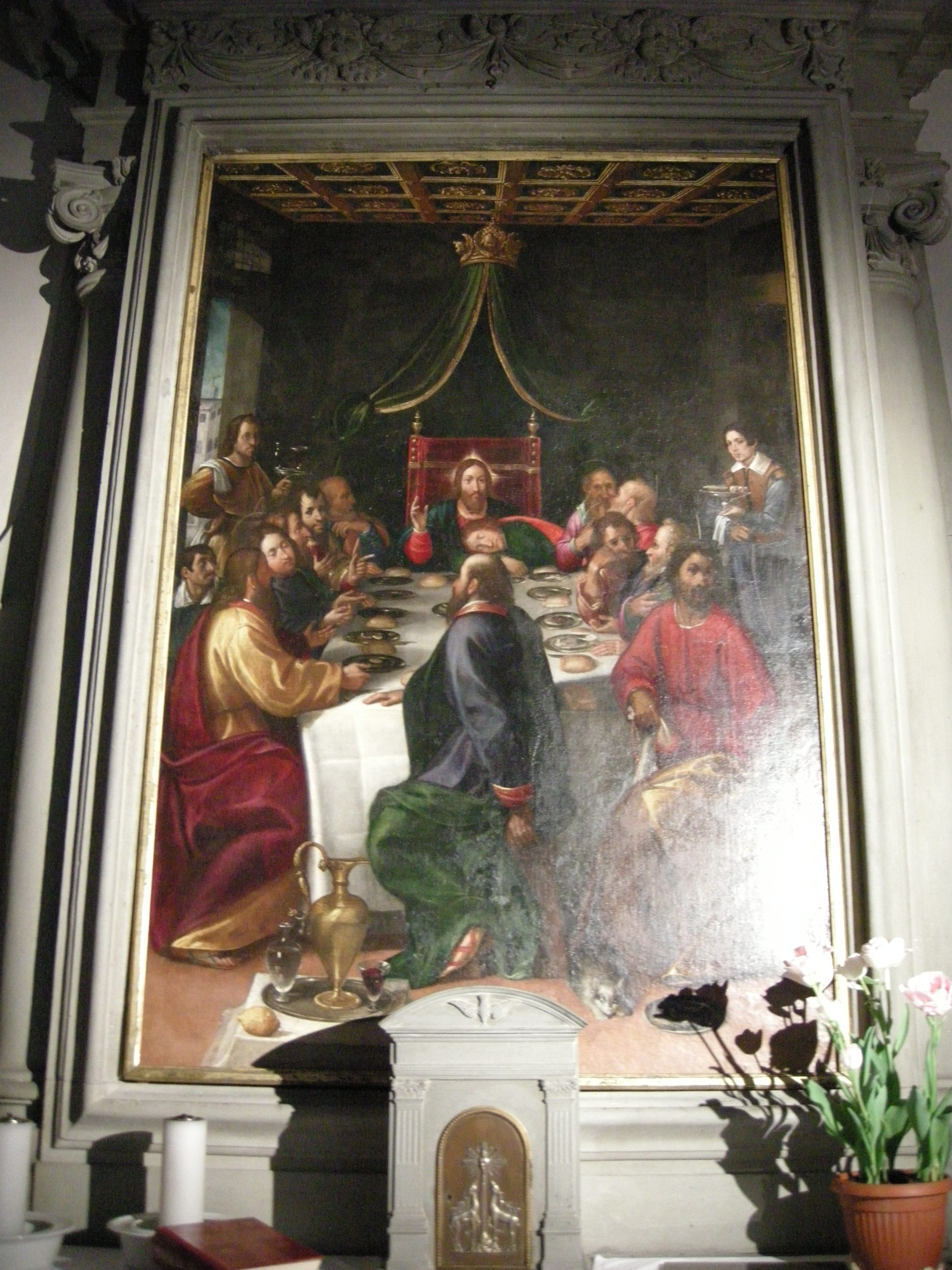
L'Ultima Cena di Andrea Commodi (1615)